# إله الحرب (فلم)
إله الحرب (بالصينية: 蕩 宼 風雲) هو فيلم حرب تاريخي صيني لعام 2017 من إخراج جوردون تشان وبطولة فينسينت تشاو ، سامو هونغ ، وياساكي كوراتا . تستند المؤامرة إلى قمع الجنرال تشي جيجوانغ لقراصنة ووكو خلال عهد أسرة مينغ.

## روابط خارجية
- إله الحرب في بوكس أوفيس موجو
- إله الحرب  في قاعدة بيانات الأفلام على الإنترنت (بالإنجليزية)
- إله الحرب في موقع Rottentomatoes.com
- RogerEbert.com - مراجعة إله الحرب